# Уильямс, Дэвид (философ)
Дэвид Уильямс (англ. David Williams; (1738—1816) — английский философ

, педагог, историк, политический полемист, публицист и филантроп.

## Биография
Дэвид Уильямс родился в декабре 1738 года в округе Кайрфилли в Уэльсе. 
Занимая место приходского священника в Англии, Уильямс, отличаясь независимостью мнений, начал в резкой форме проповедовать против лицемерия и ханжества общества, отвергать существующий строй церкви и проводить чистый деизм . 
Стремясь к коренной реформе всех форм общественной жизни, Уильямс решил взять в свои руки воспитание детей и по выработанной им системе создать новое поколение людей. Изучив труды древних педагогов и Руссо, Уильямс пришел к убеждению, что школа должна непосредственно подготавливать к реальной жизни, а потому в ней должны быть все те условия, которые фактически существуют вне её стен; на этом основании для всех воспитанников была создана конституция, в силу которой между ними признавалось полное равенство во всем, вводился суд присяжных, преподавание шло исключительно на почве практического знания, древние языки отвергались, обучение географии шло концентричными кругами, начинаясь от школы и переходя постепенно к отдаленнейшим странам; при училище была часовня с надписью над входом: «Верую в Бога… аминь»; при ней состоял священник, совершавший богослужение, но без церковных таинств. 

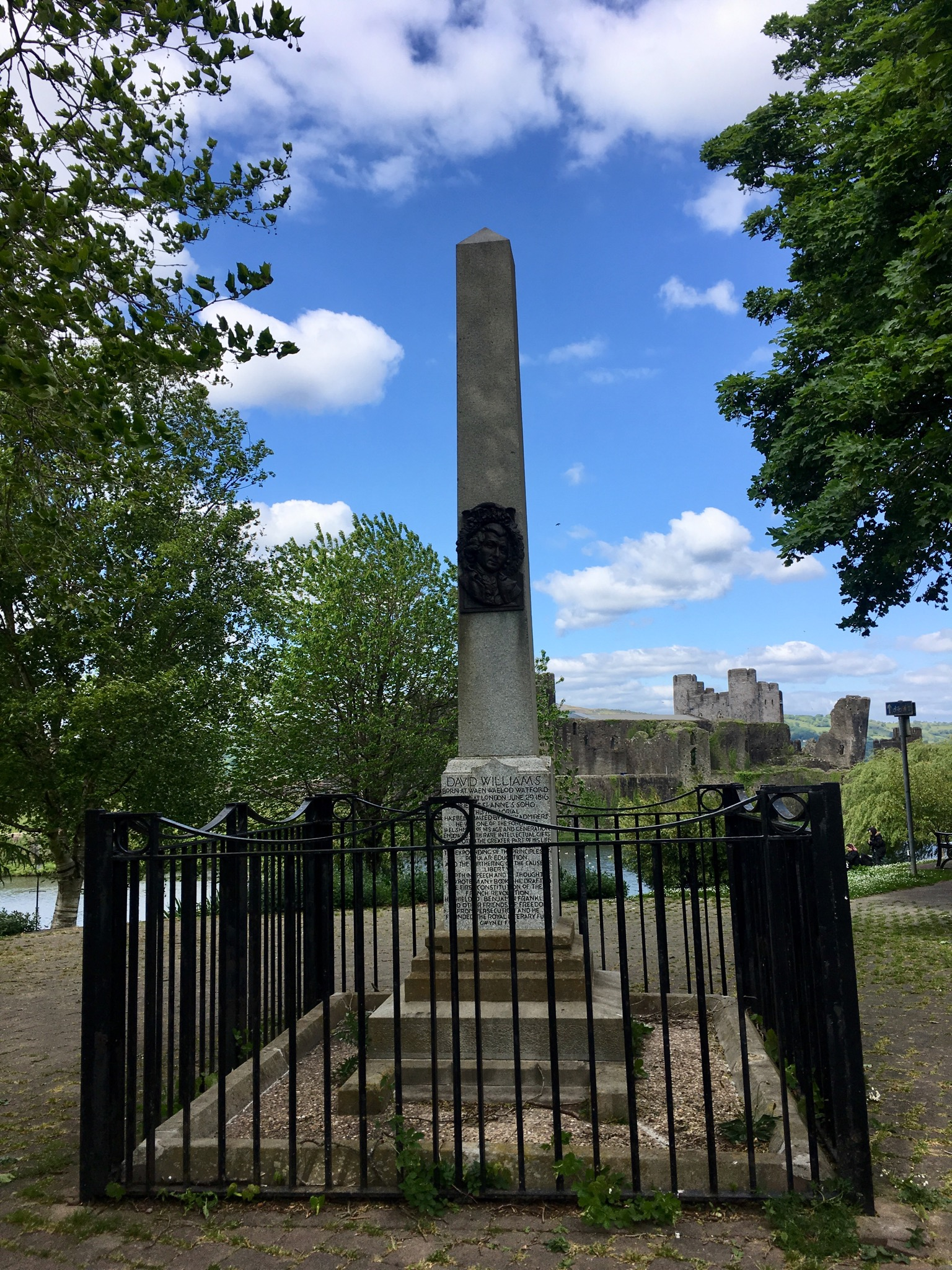
Мемориал Уильямсу

По такому плану школа была открыта возле Лондона, в Челси, и имела громадный успех, несмотря на назначенную высокую плату. Несколько лет заведение Уильямса процветало; но, когда скончалась его жена в 1775 году, он был так опечален этим, что немедленно закрыл школу. Когда горе немного улеглось, Уильямс отдался политической деятельности и сделался публицистом; произведения его имели большой успех не только в Англии, но и во Франции. Восторженно встреченный в Париже, в законодательном собрании, Уильямс 26 августа 1792 года получил права французского гражданина; госпожа Ролан была в восторге от бесед с Уильямсом, а жирондисты дали ему редактировать свой проект конституции. Однако после казни короля Уильямс возвратился в Лондон, где вскоре сошелся с наследным принцем (позже король Георг IV) и под его покровительством создал в 1803 году «Literary Fund» (литературный фонд), назначением которого было оказывать материальное пособие писателям, впавшим в нужду по разным причинам; устав этого фонда послужил образцом для всех позднейших учреждений подобного рода, в том числе и русского литературного фонда. В качестве председателя фонда Уильямс мирно прожил в Лондоне до самой смерти в 1816 году. Деистическую его часовню пытался возобновить аббат Шатель в Париже, в тридцатых годах. Из литературных трудов Уильямса наиболее известны следующие: «Sermons on religions hipocrisy» (1774); «Lectures on education» (1782); «Letters on political liberty» (1782; переведены на французский язык Бриссо в 1792 году) и «The Claim of Literature» (1803).